# Siatka do gry w siatkówkę

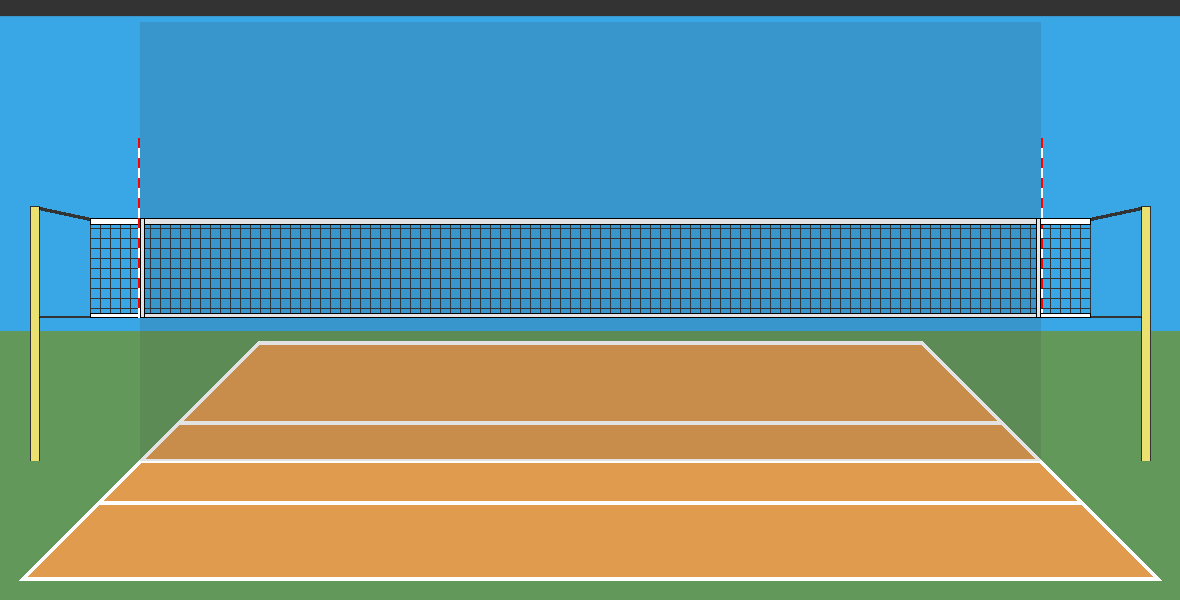
Siatka do siatkówki

Siatka – przedmiot używany do gry w siatkówkę.
Górna część siatki obszyta jest po obu stronach białą płócienną taśmą, która tworzy 7 cm krawędź na całej jej długości. Na każdym końcu taśmy znajduje się otwór do przewleczenia linki służącej do naciągania siatki. Elastyczna linka naciągu wewnątrz taśmy zapewnia przywiązanie siatki do słupków i jej napięcie.
Dolna część siatki obszyta jest poziomą taśmą o szerokości 5 cm, podobną do taśmy górnej. Przez dolną taśmę przeciągnięta jest linka, która służy do przywiązania siatki do słupków i odpowiedniego napięcia dolnej części siatki.